# Funaria incompleta
Funaria incompleta är en bladmossart som beskrevs av C. Müller 1879. Funaria incompleta ingår i släktet spåmossor, och familjen Funariaceae. Inga underarter finns listade i Catalogue of Life.